# Pelagiusgasse 3

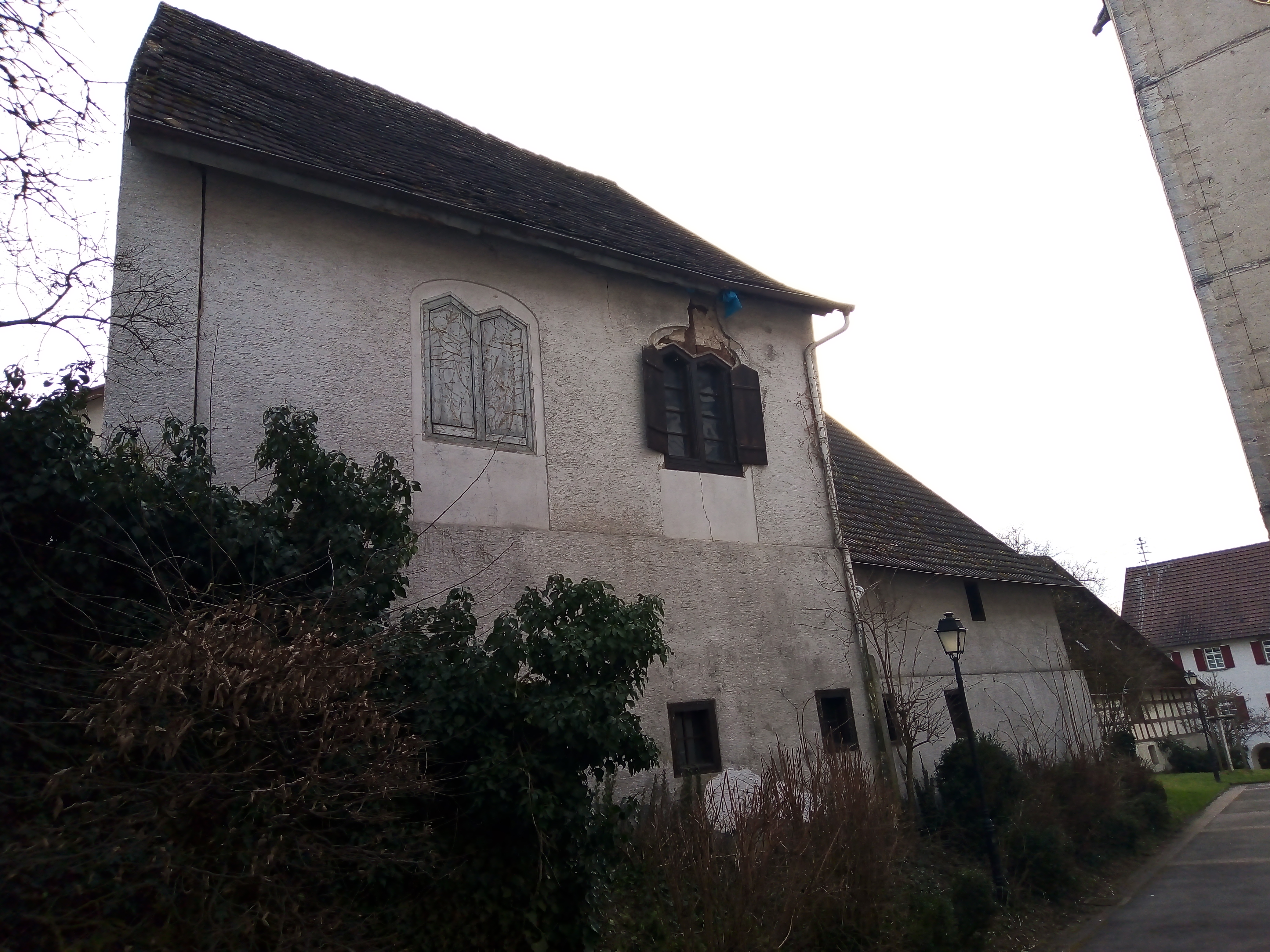
Kapellenbau mit Stallanbau (Nordseite)

Das Gebäude Pelagiusgasse 3 im baden-württembergischen Rottweil ist ein geschütztes Kulturdenkmal.
Der aus drei Einheiten bestehende Gebäudekomplex steht direkt neben der Pfarrkirche St. Pelagius in Rottweil-Altstadt. Das L-förmig angeordnete Ensemble umfasst einen ehemals als Beinhaus genutzten Kapellenbau, ein Wohnhaus und eine Stallscheuer.
Die Baugeschichte des Gebäudes reicht bis ins 13. und 14. Jahrhundert zurück. die älteste dendrochronologisch datierten Bauteile stammen aus dem Jahr 1398. Einen ersten schriftlichen Hinweis auf das Beinhaus existiert aus dem Jahr 1314. Möglicherweise gehen einige aus Kleinquadermauerwerk gearbeitete Wände des Kapellenbaus sogar auf römerzeitliche Ruinen zurück. Der archäologische Nachweis hierfür steht aber noch aus. Auf die Nutzung als Beinhauskapelle weisen noch Spuren eines gemauerten Altartischs im Obergeschoss hin. Hier befinden sich auch Reste eines großen Wandgemäldes auf der stark beschädigten Südwand, das eine Kreuzigungsdarstellung zeigte und im 18. Jahrhundert überputzt wurde.
Das Wohnhaus wurde um 1580 angebaut. Das ursprünglich parallel zur Kapelle verlaufende Dach wurde bei einer Erneuerung um 1656 gedreht und verläuft jetzt fast orthogonal zum Kapellenbau. Der Ökonomieteil auf der Westseite wurde um 1764 angebaut. Die auffälligen Rundbogenfenster an der Ostseite erhielten ihre Form erst im 18. Jahrhundert im Rahmen von Umgestaltungsmaßnahmen um 1770. Die Nutzung als Beinhaus wurde erst Anfang des 19. Jahrhunderts beendet. Nach einem Besitzerwechsel wurde der Kapellenbau als Stall und Heulager genutzt. 1834 wurde auch der angrenzende Kirchhof als Begräbnisstätte aufgegeben.
Alle drei Gebäudeteile besitzen jeweils ein Satteldach und sind außen verputzt. Der Kapellenbau besteht abgesehen von der Nordwand aus Mauerwerk. Auch die Untergeschosse des Wohnhauses und der Scheuer sind gemauert. Die übrigen Gebäudeteile bestehen aus Fachwerk.
In den Jahren 2008 und 2009 erfolgte eine umfassende Sanierung des Wohnhauses, bei dem auch in den Kapellenbau und die Stallscheuer eingegriffen wurde.